# Petr Stepanov
Petr Petrovici Stepanov (în rusă Петр Петрович Степанов) (n. 2 ianuarie 1959, satul Sankino, regiunea Krasnochetaisky, Republica Autonomă Ciuvașă) este un om politic din Transnistria, care îndeplinește funcția de ministru al industriei al auto-proclamatei Republici Moldovenești Nistrene (din 2007).

## Biografie
Petr Stepanov s-a născut la data de 2 ianuarie 1959, în satul Sankino din regiunea Krasnochetaisky, aflată în Republica Autonomă Ciuvașă din cadrul Federației Ruse, într-o familie de naționalitate ciuvașă. A absolvit în anul 1982 Școala Tehnică Superioară "A.D. Baumann" din Moscova, obținând diploma de inginer.
După absolvirea VUZ (Institutul de Educație Superioară), a fost repartizat ca inginer la stațiile de comprimare a gazelor naturale din orașul Surgut (regiunea Tiumen). La 1 noiembrie 1982 este transferat ca inginer la stațiile de comprimare a gazelor din districtul autonom Iamalia, aflat în Nordul extrem. În noiembrie 1985 este numit ca șef de stație de comprimare a gazelor.
Între anii 1987-1996, Petr Stepanov a lucrat la compania de administrare a furnizării de gaze din Tiraspol, unde a deținut funcții de la cea de inginer însărcinat cu verificarea stării tehnice a conductelor până la cea de director general al întreprinderii. În perioada august 1996 - martie 2005 a fost director general al companiei "Tiraspoltransgaz". La data de 25 martie 2005 este numit ca director general al întreprinderii "Tiraspoltransgaz-Pridnestrove".
În ianuarie 2007, Petr Stepanov a fost numit în funcția de ministru al industriei al auto-proclamatei Republici Moldovenești Nistrene.
Ministrul Petr Stepanov a afirmat în martie 2007 că datoria regiunii nistrene față de compania rusă Gazprom se ridică la 1,3 miliarde dolari și se datorează faptului că tarifele pentru populație sunt de două ori mai mici decât cele practicate în Ucraina și de cinci ori mai mici decât în Republica Moldova, ele fiind mai mici decât cele de import. Conform unei proiect al liderului separatist Igor Smirnov, adoptat de Sovietul Suprem de la Tiraspol, se proiectează ca datoriile Transnistriei față de Gazprom să fie transformate în "datorii de stat ale Republicii Moldovenești Nistrene". De asemenea, Stepanov a hotărât majorarea tarifului pentru gazele consumate de populație .
A fost decorat cu Ordinul de Onoare, Ordinul "Gloria Muncii", Ordinul "Pentru merit" clasa a II-a, Medalia "Pentru muncă susținută" și cu alte medalii aniversare ale republicii separatiste Transnistria. De asemenea, a primit premiile "Rezervele de aur - 2000" și "Omul anului - 2003”. El este căsătorit și are doi copii.